# The Andy Warhol Diaries
The Andy Warhol Diaries je kniha obsahující zestručněný deník výtvarníka a režiséra Andyho Warhola. Sestavila jej Pat Hackett a obsahuje celkem 807 stran z původního deníku, jež čítal více než 20 000 stran. Kniha začíná 24. listopadem 1976 a končí 17. únorem 1987, tedy pět dní před umělcovou smrtí. Knihu vydalo roku 1989 nakladatelství Warner Books a obsahovala předmluvu od Pat Hackett.